# Nxtpaper
Nxtpaper es una tecnología de pantalla avanzada desarrollada por TCL, que se caracteriza por su capacidad para imitar la experiencia visual del papel tradicional. Esta tecnología está diseñada para reducir la luz azul y minimizar los reflejos, con el objetivo de disminuir la fatiga ocular y mejorar la comodidad durante la lectura.

## Desarrollo y características
La tecnología Nxtpaper utiliza una serie de capas sobre el panel IPS para atenuar los reflejos y la emisión de luz azul nociva. Con Nxtpaper 2.0, TCL ha logrado avances significativos, mejorando la visibilidad y la comodidad visual sin sacrificar la calidad del color o el brillo.

## Aplicaciones de Nxtpaper
La tecnología Nxtpaper se ha integrado en varios dispositivos de TCL, incluyendo tablets y posiblemente otros dispositivos de consumo en el futuro. La Nxtpaper 11 es un ejemplo de cómo esta tecnología se ha aplicado en productos comerciales, ofreciendo pantallas de alta calidad con una reducción significativa de la luz azul y un diseño que prioriza la salud ocular.

## Recepción y perspectiva de mercado
Presentada en eventos como el Mobile World Congress, la tecnología Nxtpaper ha recibido atención por su innovación en diseño y funcionalidad. Se destaca por su potencial para ofrecer una experiencia de usuario mejorada, especialmente en entornos con mucha luz o para usuarios que pasan mucho tiempo frente a pantallas.